# Feuerwehr in Bremen
Die Feuerwehr in Bremen umfasst die Berufsfeuerwehren, Freiwilligen Feuerwehren und Werkfeuerwehren der Freien Hansestadt Bremen.

## Aufgaben und Organisation

### Rechtsgrundlage
Rechtsgrundlage für die Feuerwehren in Bremen ist das Bremische Hilfeleistungsgesetz (BremHilfeG). Es regelt unter anderem die Aufgaben und Organisation der Bremer Feuerwehren, definiert die Pflichten der Bevölkerung und regelt die Durchführung des Rettungsdienstes und des Katastrophenschutzes.

### Aufgaben des Landes und der Stadtgemeinden
Gemäß dem Bremischen Hilfeleistungsgesetz haben die Stadtgemeinden Bremen und Bremerhaven, sowie das Land Bremen unterschiedliche Aufgaben, die sie im Bereich der Feuerwehren wahrnehmen müssen. Hierunter fallen unter anderem:
- Aufgaben der Stadtgemeinden:
  - Unterhalt jeweils einer Berufsfeuerwehr.
  - Aufstellung Freiwilliger Feuerwehren, wenn dieses im Sinne der Gefahrenbekämpfung erforderlich ist.
  - Aufstellen eines Brandschutzbedarfsplans und Definition eines einheitlichen Schutzzieles.
  - Einrichtung und Unterhalt einer Leitstelle für Feuerwehr und Rettungsdienst

- Aufgaben des Landes:
  - Aufsicht über die Einsatzbereitschaft und Leistungsfähigkeit der Feuerwehren durch die Landesfeuerwehrbehörde.
  - Erlass von Richtlinien über Organisation, Stärke und Ausrüstung von Pflichtfeuerwehren und Werkfeuerwehren.

### Aufgaben der Bremer Feuerwehren
Die Bremer Feuerwehren nehmen verschiedenste Aufgaben im Rahmen der nichtpolizeilichen Gefahrenabwehr wahr. Hierunter fallen nicht nur die Brandbekämpfung, sondern auch die medizinische Rettung von Menschen und die technische Rettung von Menschen und Tieren aus lebensbedrohlichen Lagen. Neben dem Schutz von Sachwerten gehören zudem vielfältige Aufgaben aus dem Bereich der Technischen Hilfeleistung zu ihrem Aufgabenspektrum.
Neben der nichtpolizeilichen Gefahrenabwehr sind die Bremer Feuerwehren auch mit Aufgaben im Bereich des vorbeugenden Gefahrenschutzes betraut. Hierzu zählt unter anderem die Brandschutzerziehung und der vorbeugende Brandschutz.
Um die Aufgaben im Bereich der medizinischen Rettung von Menschen wahrnehmen zu können, wirken die Bremer Feuerwehren im Rettungsdienst der beiden Stadtgemeinden mit.
Eine Besonderheit ist das stadtbremische Überseehafengebiet Bremerhaven. Formal gehört es zur Stadtgemeinde Bremen, die hier auch für die Gefahrenabwehr durch eine Feuerwehr zuständig wäre. Um die Kosten einer weit vom eigentlichen Stadtgebiet entfernten Feuerwache zu sparen, wurde ein Vertrag zwischen der Stadt Bremen und der Stadt Bremerhaven geschlossen. Somit übernimmt die Feuerwehr Bremerhaven auch den Brandschutz und den Rettungsdienst im Überseehafengebiet.

### Arten und Anzahl der Feuerwehren in Bremen

#### Berufsfeuerwehr
Im Land Bremen sind beide Stadtgemeinden dazu verpflichtet eine Berufsfeuerwehr zu unterhalten. Es gibt somit zwei Berufsfeuerwehren im Land Bremen:

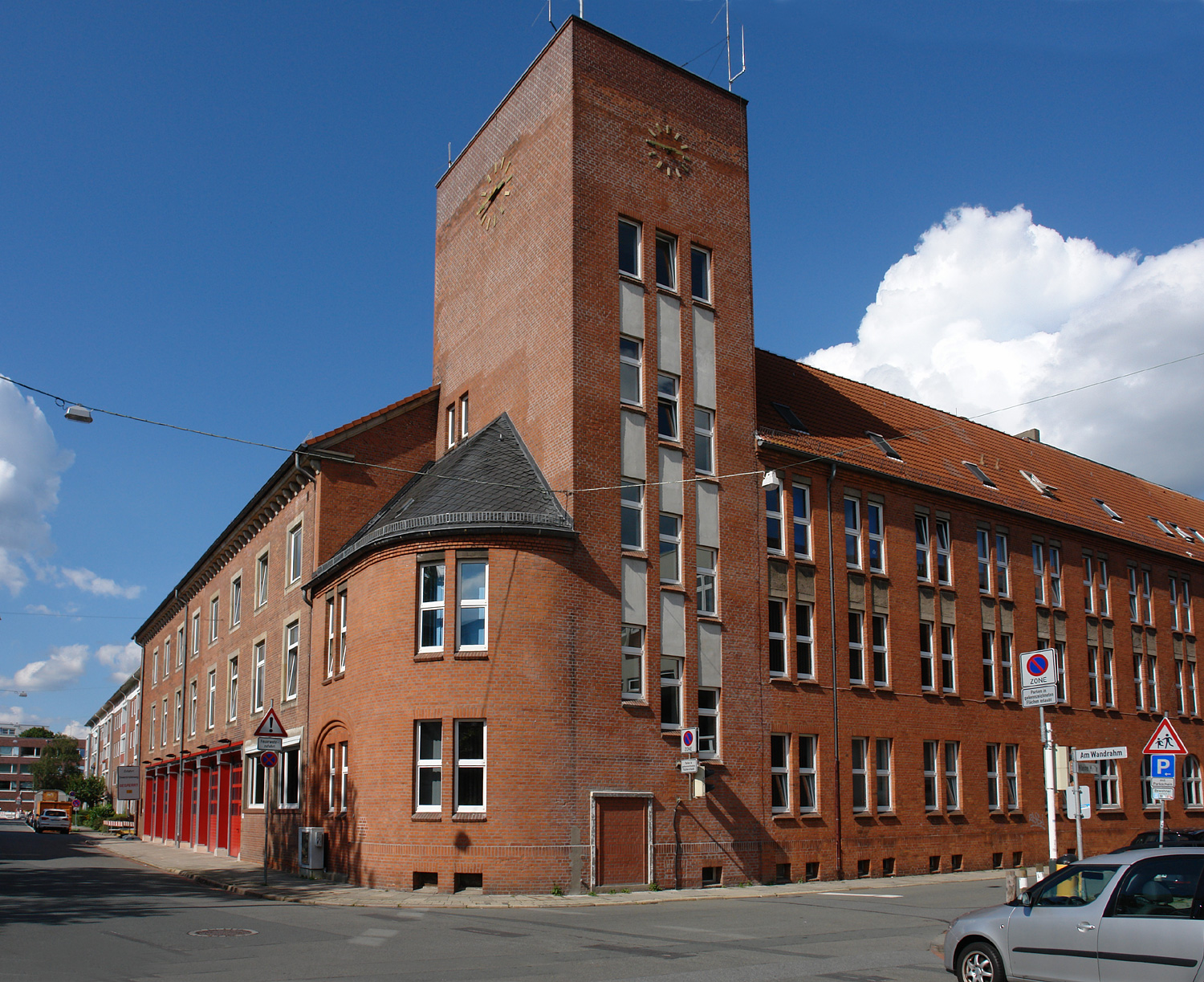
Feuer- und Rettungswache 1

- Feuerwehr Bremen – 7 Feuer- und Rettungswachen:
  - Feuer- und Rettungswache 1, Am Wandrahm 24, 28195 Bremen
  - Feuer- und Rettungswache 2, Bennigsenstraße 16, 28207 Bremen
  - Feuer- und Rettungswache 3, Osterholzer Heerstraße 75, 28307 Bremen
  - Feuer- und Rettungswache 4, Woltmershauser Allee 1, 28199 Bremen
  - Feuer- und Rettungswache 5, Gottlieb-Daimler-Straße 8, 28237 Bremen
  - Feuer- und Rettungswache 6, Aumunder Feldstraße 41, 28757 Bremen
  - Feuer- und Rettungswache 7, Hochschulring, 28359 Bremen
- Feuerwehr Bremerhaven – 1 Feuer- und Rettungswache:
  - Zentrale Feuerwache (ZFW), Zur Hexenbrücke 12, 27570 Bremerhaven

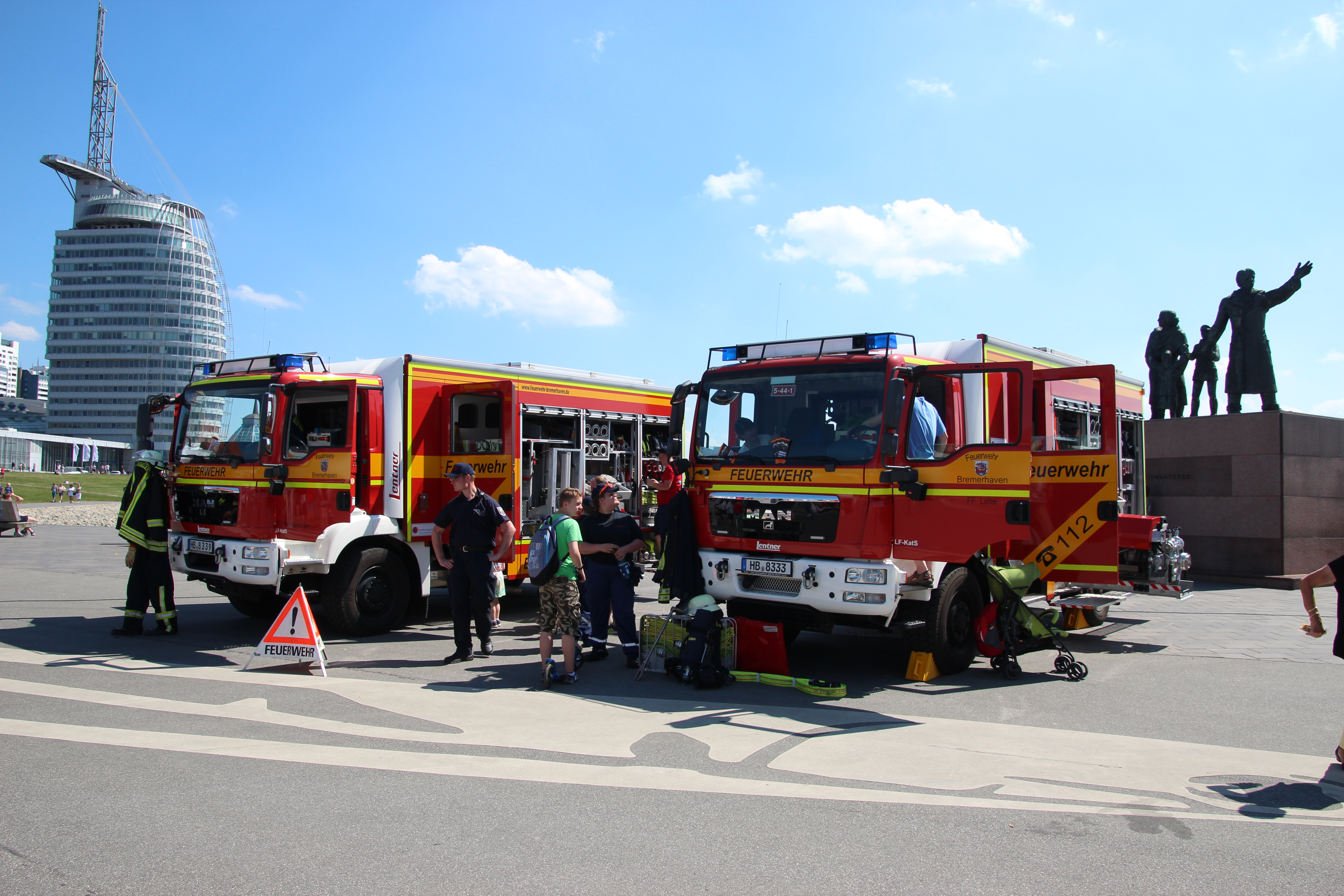
Löschfahrzeuge der Feuerwehr Bremerhaven

#### Werkfeuerwehr
Unternehmen, von denen besondere Gefahren ausgehen, können im Land Bremen dazu verpflichtet werden, eine Werkfeuerwehr aufzustellen. Zudem können Unternehmen ihre Betriebsfeuerwehr als Werkfeuerwehr anerkennen lassen. Im Land Bremen unterhalten drei Unternehmen eine Werkfeuerwehr:
- Airbus S.A.S. – Werk Bremen (Flugzeugherstellung)
- ArcelorMittal Bremen (Stahlwerk)
- Mercedes-Benz Werk Bremen (Automobilindustrie)

#### Freiwillige Feuerwehr
Zur Unterstützung der Berufsfeuerwehr sind die Stadtgemeinden Bremen und Bremerhaven dazu verpflichtet, Freiwillige Feuerwehren aufzustellen, sofern dieses zur Gewährleistung einer ausreichenden Gefahrenabwehr erforderlich ist. In Bremen wurden 19 und in Bremerhaven 3 Freiwillige Feuerwehren eingerichtet:
- Bremen:

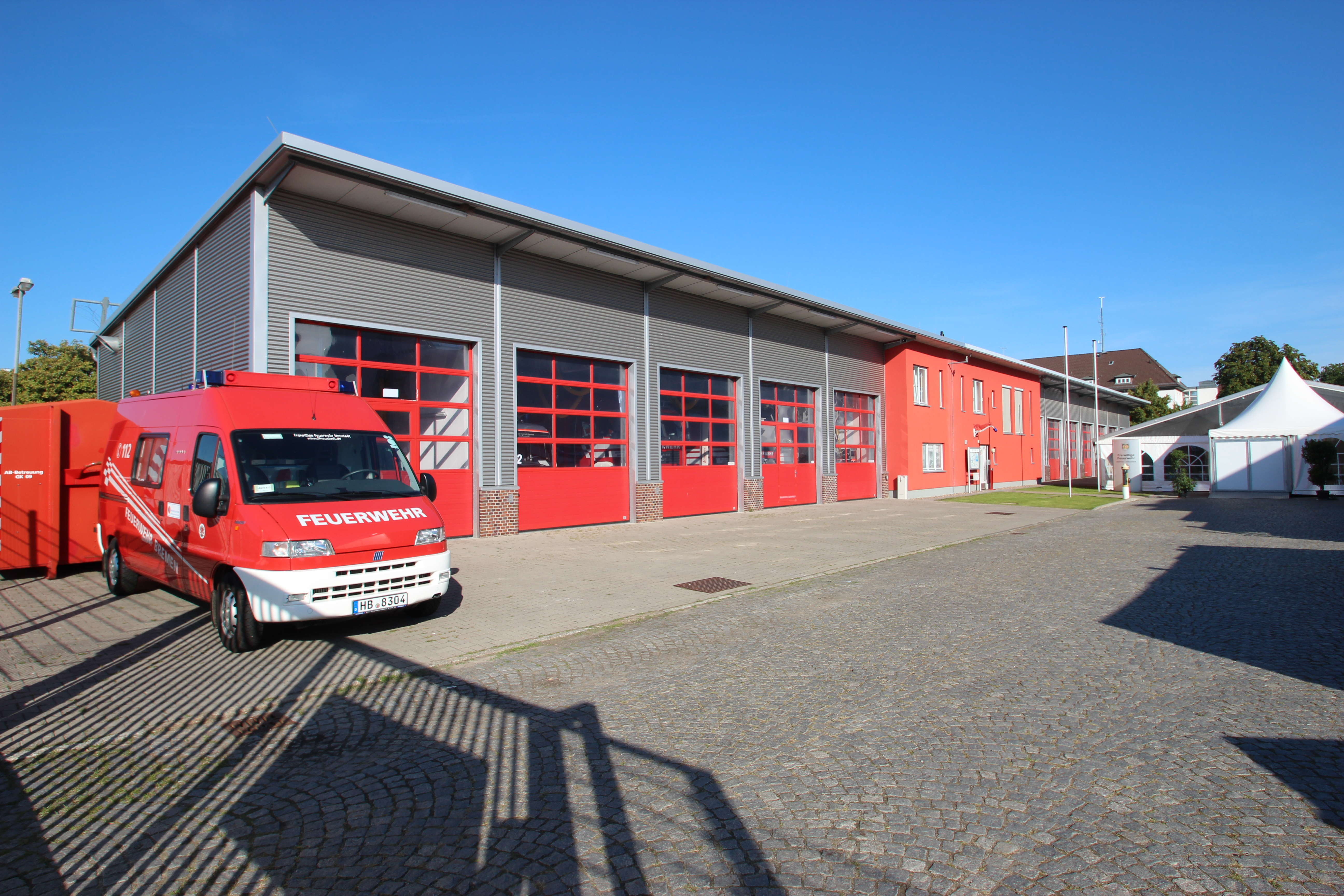
Freiwillige Feuerwehr Neustadt

  - Freiwillige Feuerwehr Bremen-Arsten, In der Laake 17, 28279 Bremen
  - Freiwillige Feuerwehr Bremen-Blockland, Niederblockland 32a, 28357 Bremen
  - Freiwillige Feuerwehr Bremen-Blumenthal, Heidbleek 8, 28779 Bremen
  - Freiwillige Feuerwehr Bremen-Borgfeld, Hamfhofsweg/Borgfelder Allee, 28357 Bremen
  - Freiwillige Feuerwehr Bremen-Burgdamm, Burgdammer Ring 68, 28717 Bremen
  - Freiwillige Feuerwehr Bremen-Farge, Farger Straße 134, 28777 Bremen
  - Freiwillige Feuerwehr Bremen-Grambkermoor, Am Burger See 14c, 28719 Bremen
  - Freiwillige Feuerwehr Bremen-Huchting, Obervielander Straße 26, 28259 Bremen
  - Freiwillige Feuerwehr Bremen-Lehesterdeich, Am Lehester Deich 143, 28357 Bremen
  - Freiwillige Feuerwehr Bremen-Lesumbrok, Lesumbroker Landstraße 152, 28719 Bremen
  - Freiwillige Feuerwehr Bremen-Mahndorf, Mahndorfer Bahnhof 4, 28307 Bremen
  - Freiwillige Feuerwehr Bremen-Neustadt, Seesenthom 4, 28201 Bremen
  - Freiwillige Feuerwehr Bremen-Oberneuland, Mühlenfeldstraße 16, 28355 Bremen
  - Freiwillige Feuerwehr Bremen-Osterholz, Osterholzer Möhlendamm 21, 28325 Bremen
  - Freiwillige Feuerwehr Bremen-Schönebeck, Auf dem Krümpel 1, 28757 Bremen
  - Freiwillige Feuerwehr Bremen-Seehausen, Hasenbürener Landstraße 65, 28197 Bremen
  - Freiwillige Feuerwehr Bremen-Strom, Stromer Landstraße 20, 28197 Bremen
  - Freiwillige Feuerwehr Bremen-Timmersloh, Timmersloher Landstraße 15, 28357 Bremen
  - Freiwillige Feuerwehr Bremen-Vegesack, Weserstraße 33, 28757 Bremen
- Bremerhaven:
  - Freiwillige Feuerwehr Bremerhaven-Lehe, Auestraße 18, 27576 Bremerhaven
  - Freiwillige Feuerwehr Bremerhaven-Weddewarden, Morgensternstraße 2, 27580 Bremerhaven
  - Freiwillige Feuerwehr Bremerhaven-Wulsdorf, Lindenallee 23, 27572 Bremerhaven

##### Jugendfeuerwehr
Jede Freiwillige Feuerwehr in Bremen kann zur Nachwuchsgewinnung eine Jugendfeuerwehr einrichten. Diese übernehmen nicht nur die Vorbereitung der Jugendlichen auf den Einsatz in der Freiwilligen Feuerwehr vorzubereiten, sondern auch Aufgaben im Bereich der allgemeinen Jugendarbeit. Das Mindestalter für eine Aufnahme in die Jugendfeuerwehr liegt in Bremen bei zehn Jahren. In der Regel erfolgt der Wechsel in die Einsatzabteilung der jeweiligen Freiwilligen Feuerwehr mit 18 Jahren. In der Stadtgemeinde Bremen gibt es 13 Jugendfeuerwehren, wohingegen in Bremerhaven jede Freiwillige Feuerwehr über eine angeschlossene Jugendfeuerwehr verfügt.

##### Kinderfeuerwehr
Mittlerweile gibt es auch in Bremen die Möglichkeit für die Freiwilligen Feuerwehren eine Kinderfeuerwehr zu gründen. Um Kinder frühzeitig für die Feuerwehr gewinnen zu können, dürfen Kinder mit sechs Jahren in die Kinderfeuerwehr eintreten. Mit zehn Jahren erfolgt der Übertritt in die jeweilige Jugendfeuerwehr. Sowohl in Bremen, als auch in Bremerhaven gibt es derzeit eine Kinderfeuerwehr (Mahndorf, Weddewarden).

#### Pflichtfeuerwehr
Auch in Bremen besteht die Möglichkeit eine Pflichtfeuerwehr einzurichten, wenn die vorgeschriebene Mindeststärke einer Freiwilligen Feuerwehr nicht erreicht wird und dies für die Gefahrenabwehr im jeweiligen Einsatzgebiet erforderlich ist. Derzeit gibt es in Bremen keine Pflichtfeuerwehren.

## Verbandswesen

### Landesfeuerwehrverband Bremen
Um die Interessen der Bremer Feuerwehren gegenüber der Politik, Wirtschaft und Gesellschaft besser vertreten zu könne, wurde 1948 der Landesfeuerwehrverband Bremen gegründet. Er ist der Zusammenschluss aller Freiwilligen Feuerwehren der Stadtgemeinde Bremen, der Berufsfeuerwehr Bremen und der Flughafenfeuerwehr des Airport Bremen und der Werkfeuerwehren von Mercedes und ArcelorMittal.
Die Bremerhavener Berufsfeuerwehr und die drei Bremerhavener haben sich im Stadtfeuerwehrverband Bremerhaven zusammengeschlossen. Dieser ist ebenfalls Mitglied des Landesfeuerwehrverbandes Bremen.

### Jugendfeuerwehr Bremen
Die Jugendfeuerwehr Bremen ist die Jugendorganisation des Landesfeuerwehrverbandes. In ihr sind alle Jugend- und Kinderfeuerwehren des Landes Bremen organisiert. Zentrales Organ der Jugendfeuerwehren ist das Landesjugendforum. Hier treffen sich mehrmals jährlich Delegierte jeder Jugendfeuerwehr, um die Meinungen der Jugendlichen gegenüber der Landesjugendleitung und im Landesjugendfeuerwehrausschuss zu vertreten.